# OBC高島
OBC高島（OBCたかしま）は、滋賀県高島市に本拠地を置き、日本野球連盟に加盟している社会人野球のクラブチームである。大家友和ベースボールクラブが結成し、大家友和がゼネラルマネジャーを務める。

## 概要

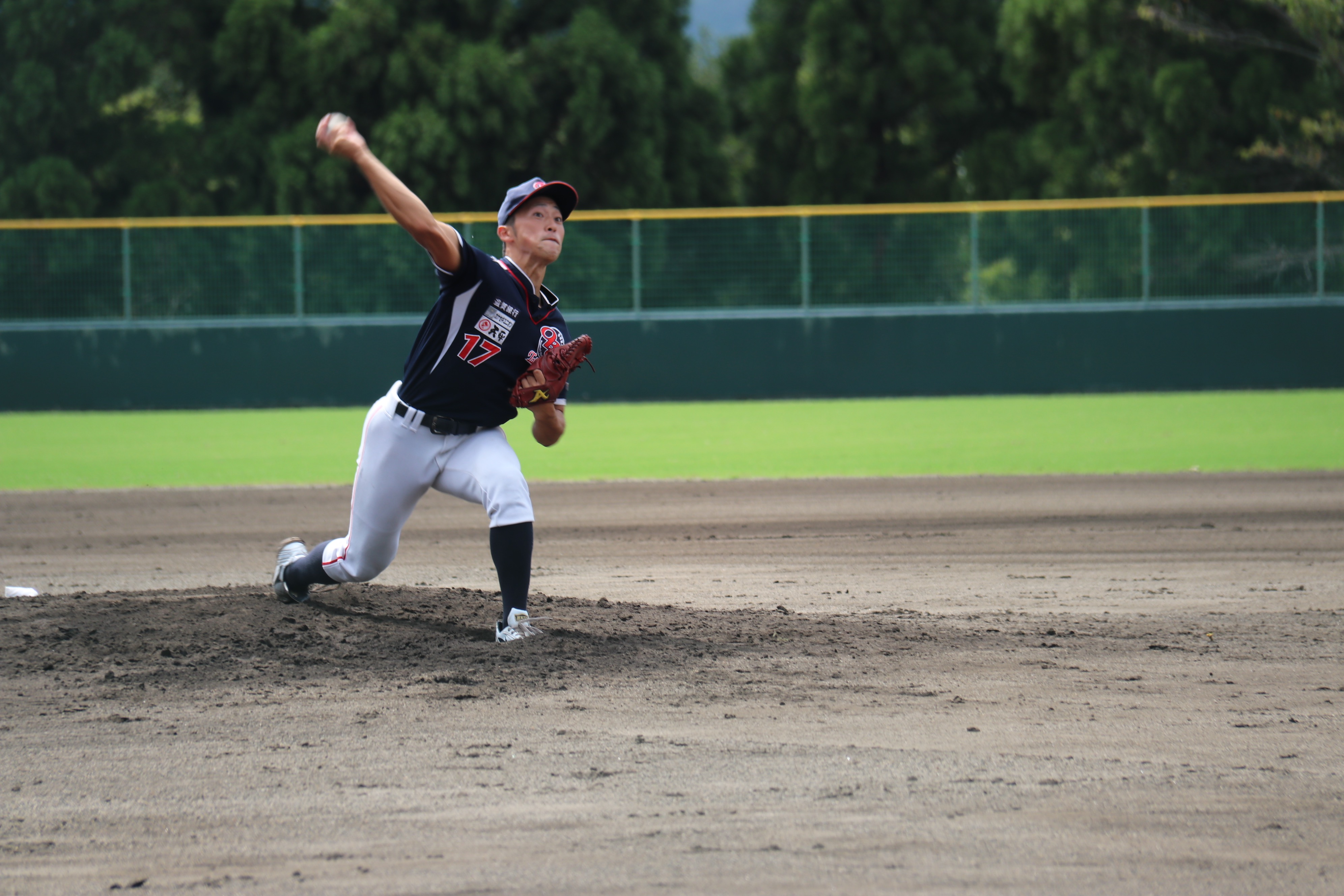
OBC高島のユニフォーム

2005年10月に設立が発表され、トライアウト等を経て2006年2月4日にチーム名『OBC高島』として発足し、2月23日付けで日本野球連盟に加盟した。プロ野球をめざす選手にチャンスの場を与え、過疎に悩む同地域の活性化に貢献する事を趣旨としている。
ナイター設備を持つ本拠地今津スタジアムの他、地元企業の協力で選手寮や室内練習場を持つなど、クラブチームとしては恵まれた環境を有する。運営資金は大家GMの出資の他、ユニフォームの広告収入、ファンクラブの会費収入などで主に賄われている。
元プロ選手を獲得するのではなく、プロを目指す若い選手に密なトレーニングを課して強くなる事がチームの方針であり、選手達は平日昼間は地元企業で働きつつ夜は練習、週末は試合という厳しいスケジュールをこなす。この方針は自身が単身渡米しマイナーから這い上がった経験をもつ大家GMの雑草魂の反映でもある。
一方で地域密着、地元に愛されるチームを目標にかかげ、ボランティア活動のほか夏祭りや物産市など地域のイベントにも参加している。語呂で「みんな」と読む背番号37番がファン向けに割り当てられており、ファンクラブが販売するTシャツや帽子に使われている。またスタジアム周辺には、売り上げの一部がチームの運営資金になる「支援自販機」も設置されている。
マスコットキャラクターは鷹をあしらっており、名前は「カッタロー」。
2006年10月28日の茨城ゴールデンゴールズとのホーム交流戦は初めて地元テレビ局で中継された他、約3000人の観衆が詰めかけた。始球式はタレントの磯山さやかが務めた。
2008年、株式会社OBC高島が設立され、NPO法人Field of Dreamsから運営移管する。社長は清田源。
結成4年目の2009年には社会人野球日本選手権大会出場や全日本クラブ野球選手権大会ベスト4入りといった実績をあげる。しかし、同年オフには資金繰りの悪化が表面化する。設立当初からクラブを牽引してきた監督コーチのほか、一部の選手がチームを離れ、新たに滋賀・高島ベースボールクラブを設立し、2つの野球クラブが高島市内に併存することになった。滋賀・高島ベースボールクラブは全日本クラブ野球選手権大会に優勝するなどOBC高島を超える実績を上げるが、資金難により2014年に廃部したため、再びOBC高島が市唯一のアマチュア野球クラブとなっている。3度目の出場となった2019年の第44回全日本クラブ野球選手権大会では準優勝を収めた。

## 沿革・成績
- 2005年10月 - 設立が発表され、後にトライアウトが開催される。
- 2006年2月 - 『OBC高島』として発足。日本野球連盟に加盟する。
- 2007年5月 - チーム初の公式大会の優勝となる第78回都市対抗野球大会滋賀1次予選の優勝を決めた。続いて全日本クラブ野球選手権大会滋賀予選、滋賀県民大会の滋賀三冠を結成2年目で制した。
- 2008年4月 - JABA高砂大会に優勝し、これにより全日本クラブ野球選手権大会へ初出場を果たした（1回戦敗退）。
- 2009年9月 - 全日本クラブ野球選手権大会に2度目の出場（ベスト4進出）。同11月、社会人野球日本選手権大会に初出場。滋賀県勢としては日本IBM野洲（2003年休部）以来10年ぶり。
- 2019年8月 ‐第44回全日本クラブ野球選手権大会に近畿地区代表の3チームの1つとして3度目の出場を果たす（近畿地区は昨年度優勝チームがあったため1増）。8月29日の準決勝では前年度優勝チームの大和高田クラブ（奈良）を5-4で破るも、同日午後に行われた決勝でマツゲン箕島硬式野球部（和歌山）に0-7（大会規定により7回コールド）で敗れ準優勝となった。

## 主要大会の出場歴・最高成績
- 社会人野球日本選手権大会 - 出場1回
- 全日本クラブ野球選手権大会 - 出場3回  - 準優勝1回（2019年）
- JABAびわこ杯争奪社会人クラブ野球大会 - 優勝2回（2009年、2012年）、準優勝1回（2007年）
- JABA高砂市長杯争奪大会 - 優勝1回（2008年）

## 主な出身プロ野球選手
- 川口隼人（外野手） - 滋賀・高島ベースボールクラブを経て、2010年育成ドラフト3位で東北楽天ゴールデンイーグルスから指名
- 日隈モンテル（投手〈当時〉） - 琉球ブルーオーシャンズ、四国アイランドリーグplusの徳島インディゴソックスを経て、2022年育成ドラフト2位で埼玉西武ライオンズから指名

## 元プロ野球選手等の競技者登録
- 竹岡和宏 - 選手兼任コーチ→退団（元：福岡ソフトバンクホークス）
- 田中聡 - 選手兼任コーチ→退団（元：日本ハムファイターズなど）
- 野原祐也 - 監督→退団（元：阪神タイガース）[5]
- 佐村・トラヴィス・幹久 - 選手→退団（元：横浜DeNAベイスターズなど）
- 大家友和 - コーチ→横浜DeNAベイスターズ二軍投手コーチ（元：横浜DeNAベイスターズなど）

## 公式スポンサー
- カナセキユニオン
- 第十興産株式会社ユーピット
- 滋賀銀行
- キンキホーム
- ゼット
- TAIHO
- 生活創造サービス企業 南グループ
- ダイワハウス
- なら山産業株式会社